# Christof Arnold
Christof Benedikt Arnold (* 8. Juli 1970 in Schwäbisch Gmünd) ist ein deutscher Schauspieler.

## Leben
Christof Arnold kam als viertes Kind eines Rektors und einer Gymnasiallehrerin in einem katholischen Elternhaus zur Welt. Er nahm Geigen-, Klavier- und Schlagzeugunterricht. In seiner Jugend war er BMX-Radfahrer und schaffte 1988 als erster Deutscher einen Rückwärtssalto mit seinem Rad. Er nahm auch an Europa- und Weltmeisterschaften teil. Nach dem Abitur 1990 leistete Arnold seinen Zivildienst, zog dann nach Berlin – wo er zwischenzeitlich als Türsteher jobbte – und bewarb sich an verschiedenen Schauspielschulen. Im Jahr 1996 wurde er zu einem Schauspielcasting bei der ARD-Seifenoper Marienhof eingeladen, wo er die Rolle des Bastian Spranger erhielt, die er bis zum Jahr 2000 spielte. Nebenbei moderierte er am Wochenende bei VIVA Zwei die Sendungen Connex und Geschmackssache sowie im Sommer 1996 die Musikpreisverleihung Comet.
Von 2000 bis 2003 spielte Arnold eine Hauptrolle in der Kinderserie fabrixx. Von April 2006 (Folge 134) bis Oktober 2008 (Folge 704) war er in der Hauptrolle des Dr. Gregor Bergmeister in der ARD-Telenovela Sturm der Liebe zu sehen. Im Februar 2016 war er in ebendieser Rolle erneut für einige Folgen in Sturm der Liebe zu sehen.
Im Jahr 2012 stand Christof Arnold gemeinsam mit dem zweifachen Oscar-Preisträger Kevin Costner für ein Fotoshooting der Brand Arqueonautas vor der Kamera.
Seit mehreren Jahren arbeitet Arnold als Fotograf.
Christof Arnold lebt mit seiner Ehefrau Petra und den beiden gemeinsamen Söhnen in München.

## Filmografie
- 1996–2000: Marienhof (Fernsehserie, 978 Folgen)
- 1998: SOKO München (Fernsehserie, 1 Folge)
- 2000: Tatort: Bienzle und der Mann im Dunkeln (Fernsehreihe)
- 2000–2003: fabrixx (Fernsehserie, 139 Folgen)
- 2000: Moianacht (Kurzfilm)
- 2001: Die Wache (Fernsehserie, 1 Folge)
- 2002: Dr. Sommerfeld – Neues vom Bülowbogen (Fernsehserie, 1 Folge)
- 2002: Die Weihnachtsfeier
- 2003: Weihnachten im September
- 2003: Für alle Fälle Stefanie (Fernsehserie, 1 Folge)
- 2003: Tatort: Bienzle und der Tod im Teig
- 2004: Halleluja (Kurzfilm)
- 2004: Unser Charly (Fernsehserie, 1 Folge)
- 2005: Hallo Robbie! (Fernsehserie, 1 Folge)
- 2005: Ein Fall für B.A.R.Z. (Fernsehserie, 1 Folge)
- 2006–2012: Forsthaus Falkenau (Fernsehserie, 6 Folgen)
- 2006: Alarm für Cobra 11 – Die Autobahnpolizei (Fernsehserie, 1 Folge)
- 2006: Tatort: Bienzle und der Tod im Weinberg
- 2006–2008, 2016: Sturm der Liebe (Fernsehserie, 676 Folgen)
- 2007: Wenn Engel weinen
- 2010: Die Bergretter (Fernsehserie, 1 Folge)
- 2010–2024: Die Rosenheim-Cops (Fernsehserie, 4 Folgen, verschiedene Rollen)
- 2011: Tatort: Jagdzeit
- 2011: Ten – Sündige und du wirst erlöst (Kurzfilm, auch Drehbuch)
- 2012: Um Himmels Willen (Fernsehserie, 4 Folgen)
- 2014: Rosamunde Pilcher – Besetzte Herzen (Fernsehreihe)
- 2015: Utta Danella – Lügen haben schöne Beine (Fernsehreihe)
- 2015: Inga Lindström – Liebe deinen Nächsten (Fernsehreihe)
- 2016: Dahoam is Dahoam (Fernsehserie, 1 Folge)
- 2019: Racko – Ein Hund für alle Fälle (Fernsehserie, 2 Folgen)
- 2019: SOKO Stuttgart (Fernsehserie, 1 Folge)
- 2020–2025: Aktenzeichen XY … ungelöst (Fernsehreihe, 2 Folgen, verschiedene Rollen)
- 2021: Hartwig Seeler – Ein neues Leben
- 2022: XY gelöst (Fernsehreihe, 1 Folge)
- 2022: Watzmann ermittelt (Fernsehserie, 1 Folge)
- 2023: Hubert ohne Staller (Fernsehserie, 1 Folge)
- 2025: Spuren (Miniserie)
- 2025: Der Alte (Fernsehserie, 1 Folge)